# Термінатор: Хроніки Сари Коннор
«Термінатор: Хроніки Сари Коннор» (англ. Terminator: The Sarah Connor Chronicles) — фантастичний телесеріал за мотивами кіносаги про «Термінатора». За сюжетом є продовженням фільму «Термінатор 2: Судний день». Усього було знято два сезони; проєкт був заморожений через невисокі рейтинги другого сезону при показі в США, що не виправдав бюджет.
Головні герої — Сара Коннор і її син Джон. Вони знову стикаються з термінатором, який з'явився з майбутнього, щоб убити Джона. Але на захист Джона з майбутнього надіслана Камерон — термінатор у вигляді молодої дівчини, яка добре вміє наслідувати поведінку людини і, за її словами, може відчувати деякі почуття і емоції. Вона повідомляє Коннору, що «Скайнет» все-таки був створений і Судний день відбувся 21 квітня 2011 року. Троє героїв — Сара, Джон і Камерон намагаються знайти творця «Скайнет» і припинити його розробку; паралельно за ними полюють кіборги, ФБР і поліція.

## Сюжет
Перший сезон. Сарі з Джоном вдалося відвернути повстання машин на чолі зі «Скайнет» у 1997 році. Через два роки, в 1999, вона живе з коханцем Діксоном, а Джон ходить до школи. Та Сарі сниться, що з майбутнього прибуває інший робот і вбиває Джона. Вона підозрює, що Діксон пов'язаний зі спецслужбами, що спонукає її тікати разом з сином до Нью-Мексико. Розшукуючи її, Діксон потрапляє до агентів ФБР. Ті розповідають, що Сара два роки тому втекла з психлікарні, вбила програміста Майлза Дайсона та підірвала лабораторію «Кібердайн системз».
Джон починає ходити до школи у закутковому місті Редвеллі, де знайомиться з дівчиною Камерон. Він невдоволений життям на новому місці, та увага з боку Камерон стає для нього розрадою. У школі з'являється новий учитель Кромарті, який виявляється термінатором серії Т-888 і намагається застрелити Джона. Його рятує Камерон, яка також виявляється термінатором, посланим Опором. Агент ФБР Джеймс Еллісон, дізнавшись про роботів, береться за розслідування, звідки вони взялися. Сара звертається до дружини Майлза, вважаючи, що той все-таки лишив якісь напрацювання, котрі приведуть до створення «Скайнет». Термінатор переслідує Сару з Коннором, тож Камерон приводить їх до банку, в камері схову якого знаходиться ізотопна зброя та машина часу. Знищивши переслідувача, Сара, Джон і Камерон переносяться у 2007 рік.
Сара з Джоном намагаються зробити собі документи у світі майбутнього. Вони виявляють у цьому часі трупи людей, що пройшли через концтабори «Скайнету», та сховок з грошима, на які облаштовують життя. Прибульці з минулого звикаються з такими речами, як мобільні телефони та комп'ютери. Тим часом уламки Кромарті опиняються на звалищі, термінатор активується і збирається докупи. Він знаходить ученого Джорджа Ласло, щоб той виростив для нього шкірний покрив, а потім убиває його. Камерон супроводжує Джона в новій школі, де досліджує поведінку людей і намагається стати схожою на інших школярів. Джеймс Елісон розслідує убивство Ласло та натрапляє на слід Сари.
Камерон виявляє, що в 2007, крім Кромарті, існує ще один термінатор, який допомагає військовим створити нових роботів. Сара з Джоном захоплюють його, а згодом знаходять бійця Опору Дерека Різа — брата Кайла Різа, котрий опинився в цьому часі з метою завадити створенню «Скайнет». Дерека розшукує Вік — термінатор, завданням якого є знищувати бійців Опору, що втекли з майбутнього. Віка вдається знищити, проте Дерек зазнає поранення, тому Джон шукає для допомоги колишнього коханця Сари, Чарлі.
Джеймс досліджує минуле Сари, починаючи вірити, що вона справді щось знає про загрозу з боку штучного інтелекту. Кромарті тим часом розшукує Джона, котрий вивчає записи з чипа Віка. Виявляється, термінатор одружився з програмісткою, котра створює прототип «Скайнет». Дерек і Сара проникають у місце, де зберігається ця програма, але щоб її знищити, необхідно скористатись чипом Камерон. Джон виймає чип і підключається до мережі, знищивши цим прототип.
Камерон і Сара намагаються купити програму «Турок» (див. Механічний турок) — іншого можливого прототипа «Скайнет». Продавець, Саркісян, несподівано підвищує ціну та бере Джона в заручники. Дерек убиває Саркісяна та забирає програму. Проте з'ясовується, що той був підставною особою і програма — підробка. Справжній Саркісян замислює убити покупців та заміновує їхнє авто. Під час вибуху там опиняється лише Камерон. Елісон підозрює, що агент Кестер, за якого видає себе Кромарті, — робот. Він організовує арешт Кестера, але той убиває поліціянтів, лише Елісон виживає.
Другий сезон. Через вибух Камерон повертається до своєї початкової програми — вбити Джона. Сара з сином знешкоджують її та відновлюють програму роботи на Опір. Перед цим Камерон несподівано каже Джону, що кохає його. Глава компанії «Зейра», Кетрін Вівер, купує «Турка» та починає його вдосконалення. Насправді це виявляється робот серії Т-1001, здатний змінювати подобу.
З майбутнього прибуває боєць, який попереджає, що атомна електростанція в Серрано-поінт у майбутньому стане важливим центром «Скайнету». Станцією керує Карл Грінвей, але Т-1001 убиває його та набуває його вигляду з метою запустити електростанцію, попри неполадки. Камерон знищує термінатора, кинувши в електричні розряди, та не дає реактору вибухнути. Тим часом Джон знайомиться з дівчиною Райлі, прибулою з майбутнього, що Сара вважає небезпечним. Кромарті обманом змушує Джона прийти в пастку, та хлопець успішно тікає.
Камерон поступово втрачає усвідомлення, що вона робот, і вважає себе людиною. Виявляється, в майбутньому Камерон записала на свій чип особистість Елісон Янг, яка кохала Джона, щоб дізнатись його місцезнаходження. Тепер особистість Елісон пересилює програму робота. Кетрін Вівер наймає Джеймса, щоб той розшукав інших термінаторів.
Роботи вбивають людей з іменем Мартін Беделл — так звуть соратника Джона, що допоможе йому створити Опір. Джон і Дерек намагаються захистити імовірно того самого Мартіна від термінатора Т-888, тоді як Сара з Камерон охороняють іншого. Джеймса прагне вбити невідомий термінатор, але його рятує Кромарті, аби вийти на Коннорів.
Сара й Камерон намагаються завадити стосункам Джона з Райлі, пара тікає, але їх переслідує Кромарті. Дерек, Сара, Камерон і Джон дають Кромарті відсіч і знищують його чип. Джеймс знаходить тіло Кромарті та передає його на дослідження Кетрін. Дерек зустрічає свою коханку Джессі, котра втекла з майбутнього, разом вони вистежують зрадника Фішера, котрий у майбутньому працював на «Скайнет», навчаючи термінаторів людській поведінці. Джессі зауважує, що Фішер катував Дерека, проте сам Дерек цього не пам'ятає. Це наштовхує Джона на думку, що майбутнє вже дещо змінилося. «Зейра» в цей час створює штучний інтелект, який бере собі ім'я Джон Генрі, а його фізичним носієм робить відремонтованого Кромарті.
Камерон знаходить свідчення про термінатора, що помилково потрапив у 1920 рік і підготував несподіваний план з убивства губернатора Каліфорнії. Камерон знищує цього робота, та термінатори полюють і на інших осіб, важливих для успіху Опору. Кетрін Вівер у той же час спрямовує технологічні розробки у вигідному для перемоги «Скайнету» руслі, спонсоруючи одні та знищуючи інші.
Джессі переконана, що Райлі привертає надто багато уваги та вбиває її. Сара думає, що це зробила Камерон, але Джон не вірить у це. Згодом виявляється, що Кетрін повстала проти «Скайнету», перейшла на бік Опору та планує використати Джона Генрі для перемоги людей. З цим ШІ виходить на контакт інший штучний інтелект, в якому вбачається справжній прототип «Скайнету». Джон дізнається, що Джессі вбила Райлі, але відпускає її. Натомість Дерек убиває Джессі, а згодом його самого вбиває термінатор. Сару схоплює поліція, до того ж підтверджується, що вона хвора на рак.
Попри заборону, Джон з Камерон вирушають визволити Сару. Джон Генрі допомагає їм, зламуючи замки та систему охорони. Під час штурму в'язниці Камерон сильно пошкоджує свій шкірний покрив. Кетрін захищає Джона, тим самим видаючи, що вона термінатор. Камерон з невідомою метою передає Джону Генрі свій чип і той тікає в майбутнє за допомогою розміщеної в його сховищі машини часу. Кетрін і Джон вирушають за ним, але машина не пропускає деактивовану Камерон без цілої шкіри. Опинившись у майбутньому, Джон розуміє, що історія кардинально змінилася. Зникнувши з 2009 року, він не був присутній під час «Судного дня» в 2011 та не очолив Опір. Його ніхто не знає, натомість в цьому світі живі Дерек, Елісон Янг і батько Джона — Кайл.

## Основні персонажі
- Сара Коннор (Ліна Гіді) — мати Джона Коннора, майбутнього лідера Опору проти «Скайнету», що приведе людство до перемоги. Їй приписується вбивство вченого Майлза Дайсона та збитки «Кібердайн системз», до того ж вона втекла з психіатричної лікарні, куди її помістили, вважаючи попередження Сари вигадкою. Попри те, що повстання «Скайнету» вдалося відвернути в 1997 році, Сара з Джоном часто переїжджає з місця на місце, переховуючись від поліції та ФБР. Сара в серіалі — досвідчена в боротьбі та переховуванні, прагматична жінка. Вона прагне будь-що захистити життя Джона, що дратує його. Потрапивши з 1999 року в 2007, вона непросто звикається з новими технологіями та укладом життя. Творець телесеріалу Джош Фрідман переглянув на цю роль понад 300 актрис і описував потрібну йому як «ту, яка втілить дух оригінальної Сари (у виконанні Лінди Гемільтон), і ту яка буде виглядати в цій ролі правдоподібно, а не просто черговою гламурною голлівудською актрискою». Після того як друг порадив Фрідману англійську акторку Ліну Гіді, Джош переглянув її записи і вирішив, що вона добре підійде на цю роль, будучи «дуже жорсткою жінкою».[1]
- Джон Коннор (Томас Деккер) — син Сари, майбутній лідер Опору. На час подій серіалу він підліток (на початку йому 16 років) і хоче звичайного життя без втеч та переховувань. Джон сумнівається чи дійсно він стане лідером, але з часом приймає цю долю. Впродовж сюжету він стає все незалежнішим від матері, прагнучи самотужки здобути необхідний в майбутньому досвід. На відміну від матері, він швидко звикається з життям у 2007 році. Джон відчуває суперечливі почуття до Камерон, розуміючи, що в подобі привабливої дівчини його супроводжує робот. Пізніше він закохується в дівчину Райлі, але також дізнається, що Камерон мала реального прототипа — Елісон Янг, яку в фіналі врешті зустрічає. Томас Деккер проходив кінопроби і був обраний на роль Джона вже після того, як Ліна Гіді була затверджена на роль Сари. Деккер описував свою роль як «продовження персонажа Едді Ферлонга», але «змужнілого та похмурішого».[2]
- Камерон (Саммер Глау) — перепрограмований робот, замаскований під дівчину-підлітка, посланий Опором з майбутнього 2027 року для захисту Джона від термінаторів «Скайнету». Її серія невідома, але Камерон досконаліша за Т-800, Т-850 і Т-888. Вона менша, здатна симулювати емоції, та прибула в минуле вже в режимі навчання. Так, вона спершу не розуміє людських емоцій, недоречно використовує сленг, але вчиться поводитись як людина. Також вона здатна плакати й споживати їжу. Як з'ясовується з часом, під час служби «Скайнету» Камерон скопіювала на свій чип особистість реальної дівчини Елісон Янг, та набула її вигляду. Ця особистість поступово стала проявлятись, порушуючи програму робота, через що Камерон стала вважати себе людиною. Елісон Янг була соратницею Джона в майбутньому, закоханою в нього. Ім'я Камерон вона отримала від творців серіалу як знак поваги Джеймсу Камерону, сценаристу і режисеру перших двох фільмів.[3] Саммер не бачила фільмів із серії «Термінатор» до запрошення на проби. Деталі її персонажа трималася в секреті, але потім було оголошено, що Камерон буде термінатором з майбутнього, присланим для захисту Джона Коннора.[4]
- Дерек Різ (Браян Остін Грін) — боєць Опору, присланий в минуле майбутнім Джоном Коннором. Він — старший брат Кайла Різа і дядько Джона, хоча спочатку не здогадується про це. Дерек знає Камерон в майбутньому як термінатора на службі Опору, але все одно не довіряє їй. Протягом серіалу його ставлення до неї починає змінюватися в позитивний бік. Дерек вперше з'являється в середині першого сезону і стає регулярним персонажем другого сезону. У передостанньому епізоді телесеріалу Дерек гине від пострілу термінатора «Скайнету». Проте у зміненому майбутньому у фіналі серіалу він виявляється живим.
- Джеймс Еліссон (Річард Ті Джонс) — агент ФБР, який розшукував Сару Коннор за звинуваченням у вбивстві Майлза Дайсона, а потім за вибух у банку. Цю справу він вважав найважчою у своїй кар'єрі. Коли в 2007 Сара з'являється знову і її з Джоном переслідують термінатори, Джеймс поступово знаходить свідчення дій прибульців з майбутнього. Дізнавшись, що термінатори реальні, звільнився з бюро. Його потім найняла на посаду начальника охорони Кетрін Вівер, президент корпорації «Зейра», і попросила його навчити штучний інтелект Джона Генрі людяності.
- Кромарті (Ґаррет Діллагант) — термінатор серії Т-888, посланий убити Джона. Спершу він знаходить Джона в 1999 році, але Сара знищує його складеною Камерон ізотопною зброєю. Уламки термінатора пролежали на звалищі до 2007 року, поки були активовані через присутність втраченої цілі. Кромарті поремонтував сам себе і використав Джорджа Ласло для створення шкірного покриву, а потім зробив собі пластичну операцію, набувши вигляду Ласло. На відміну від термінаторів попередніх серій, Т-888 більше покладається на співпрацю з людьми задля досягнення своїх цілей, але вбиває їх, коли ті стають непотрібні. Після того, як його чип було знищено, тіло Кромарті забрала Кетрін Вівер аби зробити його носієм штучного інтелекту Джон Генрі.
- Кетрін Вівер (Ширлі Менсон) — рідкометалічний термінатор серії Т-1001, що вбив реальну Кетрін Вівер — президентку корпорації «Зейра», та видає себе за неї. Навіть дочка реальної Кетрін, Саванна, не помітила обману. «Скайнет» оцінював термінаторів Т-1001 як надто небезпечних, оскільки вони завжди діють автономно в режимі самонавчання. Тому було створено лише три термінатора цієї серії. Вівер перевершує Т-1000, стійкіша до ушкоджень та балістичного шоку, має досконаліші чуття та здатна розділятись на кілька частин, що одночасно виконують різні завдання. Вівер обернулася проти «Скайнету» та стала розробляти Джона Генрі — штучний інтелект, покликаний протистояти «Скайнету».

## Сезони
| Сезон | Сезон | Кількість епізодів | Дата початку   | Дата фіналу    | Дата релізу на DVD і/або Blu-Ray | Дата релізу на DVD і/або Blu-Ray | Дата релізу на DVD і/або Blu-Ray | Дата релізу на DVD і/або Blu-Ray |
| Сезон | Сезон | Кількість епізодів | Дата початку   | Дата фіналу    | Регіон 1                         | Регіон 2                         | Регіон 4                         | Регіон 5                         |
| ----- | ----- | ------------------ | -------------- | -------------- | -------------------------------- | -------------------------------- | -------------------------------- | -------------------------------- |
|       | 1     | 9                  | 13 січня 2008  | 3 березня 2008 | 19 серпня 2008                   | 11 серпня 2008                   | 13 серпня 2008                   | 10 березня 2009                  |
|       | 2     | 22                 | 8 вересня 2008 | 10 квітня 2009 | 22 вересня 2009                  | 30 листопада 2009                | —                                | —                                |

## Оцінки й відгуки
Перший сезон зібрав на Rotten Tomatoes 76 % позитивних рецензій критиків, а другий — 94 %. На Metacritic середня оцінка першого сезону складає 74 бали зі 100, другого — 67/100.